# 东比·鲁道夫
东比·鲁道夫（匈牙利語：Dombi Rudolf，1986年11月9日—），匈牙利男子皮划艇运动员。他曾代表匈牙利参加2012年夏季奥林匹克运动会皮划艇比赛，获得男子双人皮艇1000米金牌。